# 丽跳蛙属
丽跳蛙属（学名：Callixalus）是非洲树蛙科的一属。

## 下属物种
本属包括以下物种：
- Callixalus pictus Laurent, 1950